# Giulio De Luca
Giulio De Luca (Napoli, 3 aprile 1912 – Napoli, 3 maggio 2004) è stato un architetto, urbanista e docente italiano.

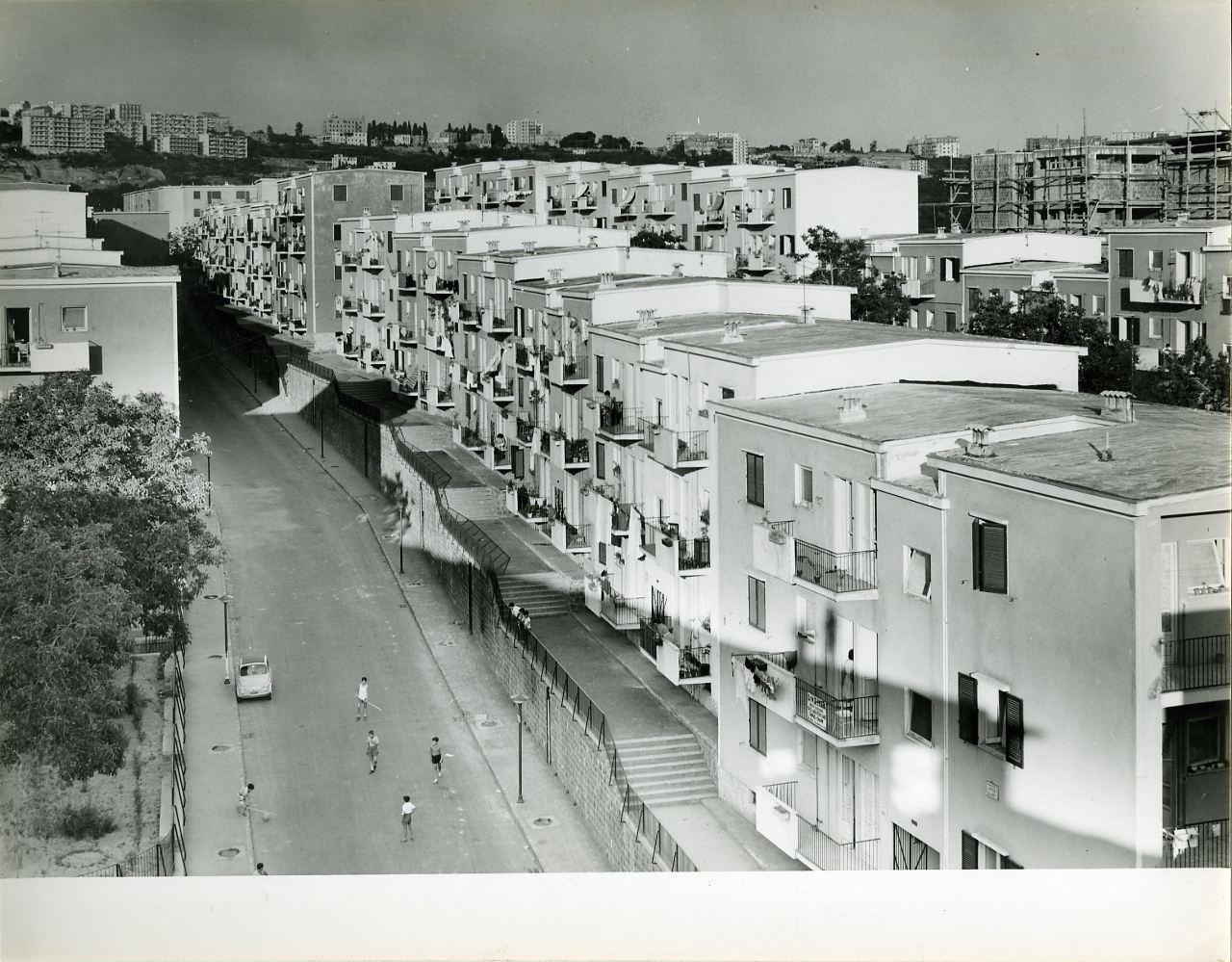
Veduta generale del rione La Loggetta, Napoli. Fotografia di Paolo Monti.

Considerato tra i protagonisti più importanti dell'architettura contemporanea italiana fu operativo principalmente nella sua città a partire dagli anni Trenta fino alle soglie del XXI secolo. Il suo contributo fu significativo nella definizione di un linguaggio organico di matrice mediterranea, insieme agli studi condotti parallelamente da Luigi Cosenza e Bernard Rudofsky. Protagonista indiscusso della ricostruzione post bellica, insieme a Cosenza, Carlo Cocchia, Francesco Di Salvo, Francesco Della Sala e Stefania Filo Speziale.

## Biografia

### Le origini, la formazione e i primi lavori

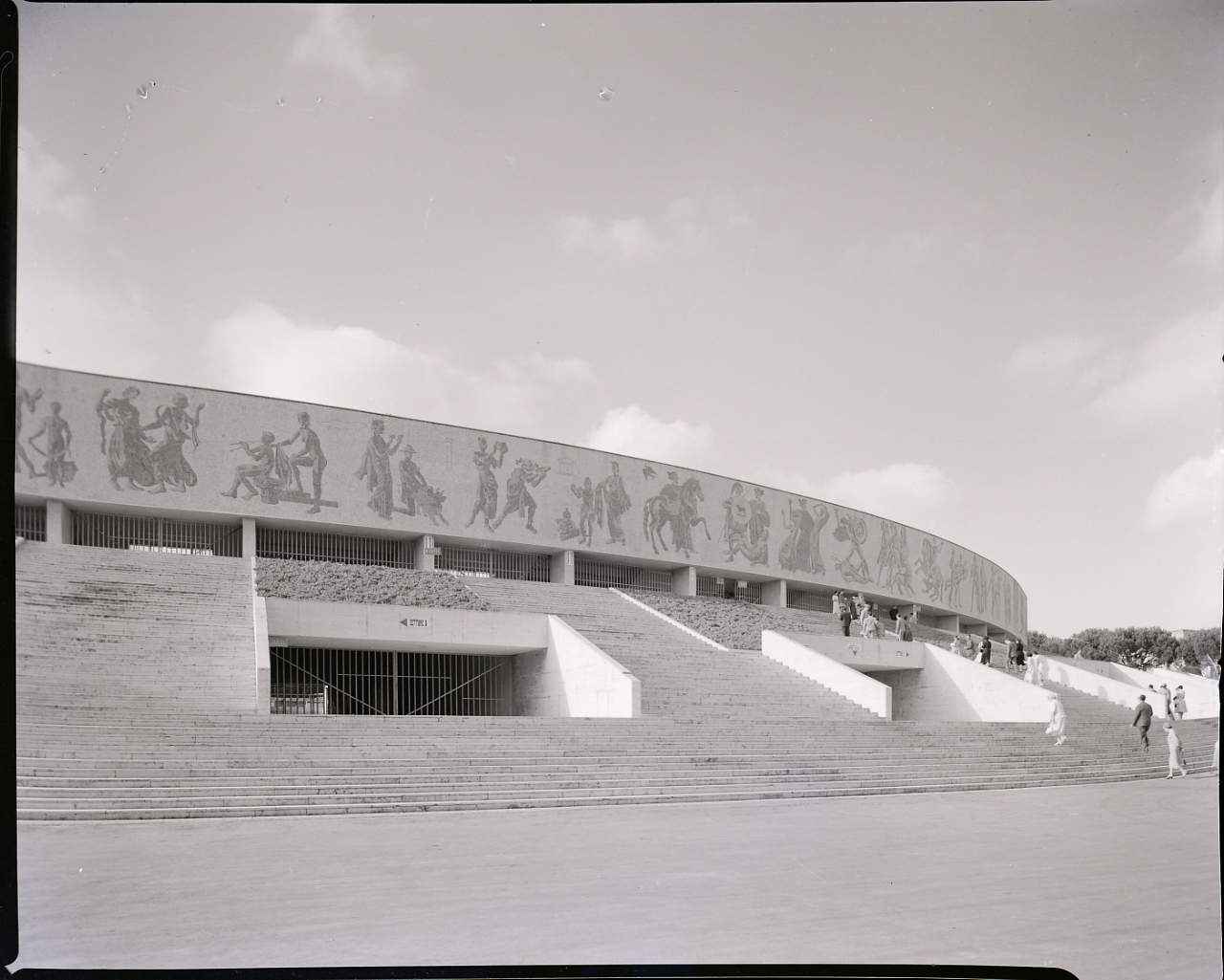
Arena Flegrea, 1938-1940. Demolita negli anni Novanta. Foto di Paolo Monti

Nato in una famiglia artisticamente stimolata. Il padre, il noto scultore napoletano Luigi De Luca, già allievo all'Accademia di belle arti di Napoli di Stanislao Lista e docente di scultura presso la stessa accademia, rese gli ambienti di casa De Luca un piccolo salotto culturale della città. Gli indirizzi paterni orientarono il giovane De Luca in direzione delle discipline artistiche, con particolare attenzione all'architettura. Nel frattempo conseguì il diploma di maturità classica presso il prestigioso Liceo classico Giambattista Vico, all'epoca ancora negli spazi dell'antica Casa professa dei gesuiti in Piazza del Gesù. Nel 1930 s'iscrisse al primo corso di laurea alla Real Scuola Superiore di Architettura di Napoli, allocata, allora, negli spazi dell'Accademia di belle arti. Negli anni accademici il giovane studente di architettura iniziò ad interessarsi della vita culturale della città partecipando, secondo le indicazioni e le strategie di dominio delle masse portate avanti dall'ideologia del regime fascista, a numerosi eventi organizzati dal GUF. In uno di questi eventi realizzò l'unica sua opera scultorea, debitrice della lezione paterna, un Ritratto di Donna in argilla. In questi anni fu significativo l'incontro nella Scuola di Architettura con il docente Marcello Canino che intravide nel giovane collega in formazione la figura di studente modello instaurando un rapporto di ammirazione e stima reciproca.. Nel 1933, alla giovane età di ventuno anni, ottenne la laurea in architettura con il massimo dei voti.
Appena laureato venne rapidamente introdotto nell'ambiente accademico della neonata facoltà di Architettura, dapprima come assistente volontario alla cattedra di Meccanica Razionale e Statica Grafica retta dal brillante ingegnere e professore Adriano Galli e in seguito a quella di Composizione Architettonica tenuta dal professore Alberto Calza Bini. Nel 1937 vinse il concorso nazionale diventando assistente di ruolo alla cattedra di Composizione.
Parallelamente alle prime esperienze accademiche affiancò quelle in ambito professionale. Inizialmente legato strettamente alle esperienze della prima architettura razionale che agli inizi degli anni Trenta iniziò a diffondersi grazie all'attività delle prime riviste specializzate e ai numerosi concorsi di rinnovamento urbano secondo le disposizioni del regime, De Luca seppe attingere l'asciuttezza monumentale attraverso l'impiego di materiali pregiati. Partecipò nel 1936 ai Littorali di Architettura a Venezia con una Caserma di Artiglieria divisionale. L'anno successivo fu il turno del concorso per il Sacro Cuore di Parma dove per la prima volta vennero abbandonati gli stilemi fascisti del monumentalismo per un approccio ancora conforme al linguaggio di regime ma più aperto alle sperimentazioni e all'imprevedibilità che caratterizzarono la produzione successiva. 

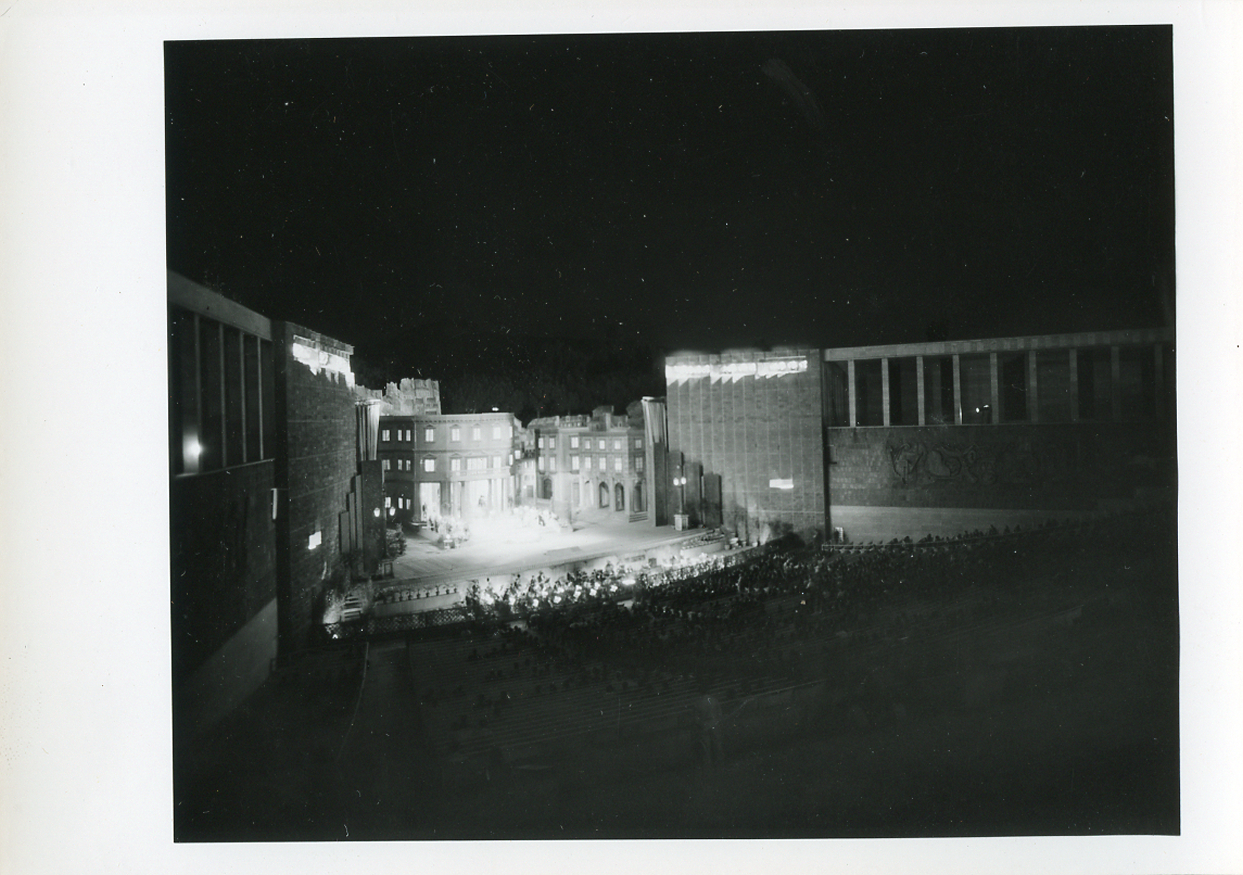
Arena Flegrea, 1938-1940. Interni dell'allestimento teatrale. Foto di Paolo Monti

La consacrazione professionale avvenne nel 1938 mettendosi in risalto per il cantiere della Mostra d'Oltremare. Considerata la sua opera prima, l'Arena Flegrea. Il progetto venne presentato in diverse soluzioni. Alla fine dell'anno fu presentata una prima proposta basata sull'idea di teatro reversibile secondo le indicazioni costruttive del teatro moderno. La ricerca condotta da De Luca fu molto attenta rintracciando archetipi costruttivi presenti in area mediterranea: il teatro greco e il teatro romano. Riferimenti attinti anche per la tipologia costruttiva adottata, in parte scavato nella collina dove era adagiato e in parte in elevazione. In seguito a dettagliate critiche sull'esecuzione, i costi e l'organizzazione degli spettacoli, l'architetto fu costretto, in un breve lasso di tempo a modificare completamente il suo progetto preferendo un'impostazione di tipo tradizionale che riammetteva la distinzione tra pubblico e palcoscenico, inoltre la capienza fu ridotta a dodicimila spettatori. La seconda proposta di progetto fu ruotata di novanta gradi con la disposizione della platea a sud e la scena a nord. Espediente studiato per evitare l'abbagliamento del pubblico durante i raduni politici mattutini e negli spettacoli pomeridiani. Sia nella prima proposta, rimasta sulla carta, che la seconda, effettivamente eseguita, De Luca seppe creare un pregevole lavoro di sintesi tra quattro poli che soddisfacessero la richiesta progettuale e di fattibilità: il teatro di massa; le indicazioni del nuovo teatro contemporaneo, il linguaggio razionalista e l'architettura teatrale del mondo antico. Il frontone esterno che aveva molteplici funzioni, in particolare acustiche per arginare i venti che spiravano da sud verso nord disperdendo il suono, fu ornato da un mosaico in marmo lungo 114 metri e alto 6 metri che racconta la storia del teatro italiano fu eseguito da Nicola Fabricatore. Per la Mostra d'Oltremare si occupò anche dei collegamenti infrastrutturali al sito progettando la Funivia di Posillipo con le sue stazioni a valle e a monte, tutt'ora esistenti ma del tutto abbandonate.
L'esperienza del nuovo polo fieristico nell'area flegrea segnò la conclusione della fase iniziale dell'architetto. Lo scoppio della Guerra, la perdita di fiducia verso il sistema politico di allora che condusse il Paese in guerra, il progressivo avvicinamento della politica internazionale italiana verso il Terzo Reich segnarono profondamente il giovane architetto che iniziò gradualmente a prendere le distanze dal fascismo e dalle sue iniziative. Negli anni della guerra fu contattato dalla redazione di Domus insieme ad altri importanti architetti italiani per sviluppare un personale tema sulla casa ideale. In questo progetto non realizzato, sulla scorta delle ricerche condotte per l'Arena flegrea, emerse per la prima volta l'atteggiamento mediterraneo abbandonando i modelli compositivi tipici del razionalismo di regime. Questi nuovi ed aggiornati approcci furono applicati alla progettazione e realizzazione di Villa Piscitelli in via Michelangelo Schipa a Napoli. Contemporaneamente fu chiamato nell'esercito come Ufficiale di Artiglieria, ma dopo l'Armistizio di Cassibile venne arrestato da squadre fasciste e deportato in un campo di concertamento in Germania. Liberato dall'Armata Rossa, partecipò nei mesi finali del conflitto alle operazioni di guerra sull'Oder contro i tedeschi.

### Il dopoguerra: oscillazione tra l'impegno civile e professione

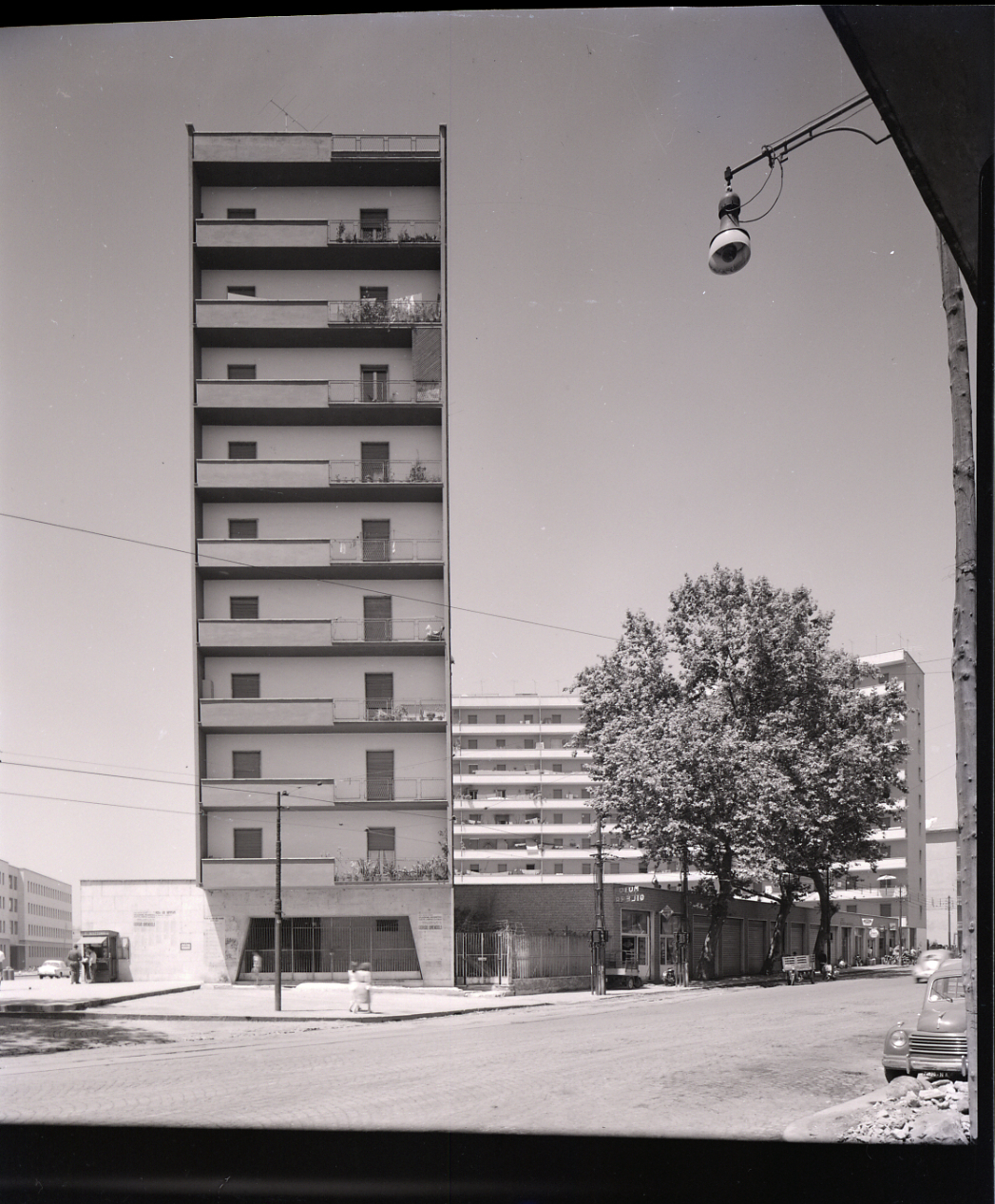
Rione Stella Polare, 1951. Insieme a Carlo Cocchia e Francesco Della Sala. Foto di Paolo Monti.

Conclusa la parentesi bellica, De Luca si trovò ad affrontare la dura stagione della ricostruzione. Nell'attività dell'architetto si verificò un atteggiamento che oscillava tra aspirazioni civili e morali del ruolo professionale e quello legato alla compromissione con la cultura della speculazione edilizia che si verificò proprio nei primi anni del dopoguerra. In un arco temporale tra il 1946 e il 1950 fu fondata da De Luca la sezione campana dell'APAO, creata poco tempo prima a livello nazionale da Bruno Zevi, Mario Ridolfi e Pier Luigi Nervi. De Luca, attraverso questo atto, si schierò contro l'accademismo classicista e monumentale ancora in voga nell'insegnamento universitario e che aveva caratterizzato la produzione edilizia prebellica. Abile ricercatore linguistico, seppe, nel giro di poco tempo, spaziare dal razionalismo degli anni Trenta al linguaggio organico. Fu tra i primi in Italia ad assimilare la lezione di Frank Lloyd Wright, maestro che ebbe difficoltà nella diffusione del suo linguaggio presso le scuole di architettura europee.
Il dopoguerra vide De Luca partecipare attivamente ai problemi della ricostruzione di quartieri residenziali di edilizia popolare, anche grazie al piano INA-Casa. Il primo quartiere che vide la partecipazione attiva dell'architetto in un gruppo di progettazione di altissimo livello fu l'edificazione del Rione Mazzini a Capodichino per conto dello IACP di Napoli. Il quartiere, progettato prevalentemente da un gruppo di architetti ed ingegneri ancora legati alla cultura razionale mitteleuropea delle siedlung non consentirono a De Luca di far emergere la sua attitudine organica. Il primo lavoro in questa direzione fu Cinematografo al Lido di Camaiore a Camaiore, realizzato nel 1947 dove vengono fuse nel progetto l'approccio razionale delle funzioni da allocare nell'edificio e l'approccio organico attraverso uno spazio che esalta la propria libertà espressiva. Il lavoro compiuto sulla spiaggia versiliese fu pubblicato in un articolo della rivista Metron, contribuendo alla notorietà nazionale dell'architetto.

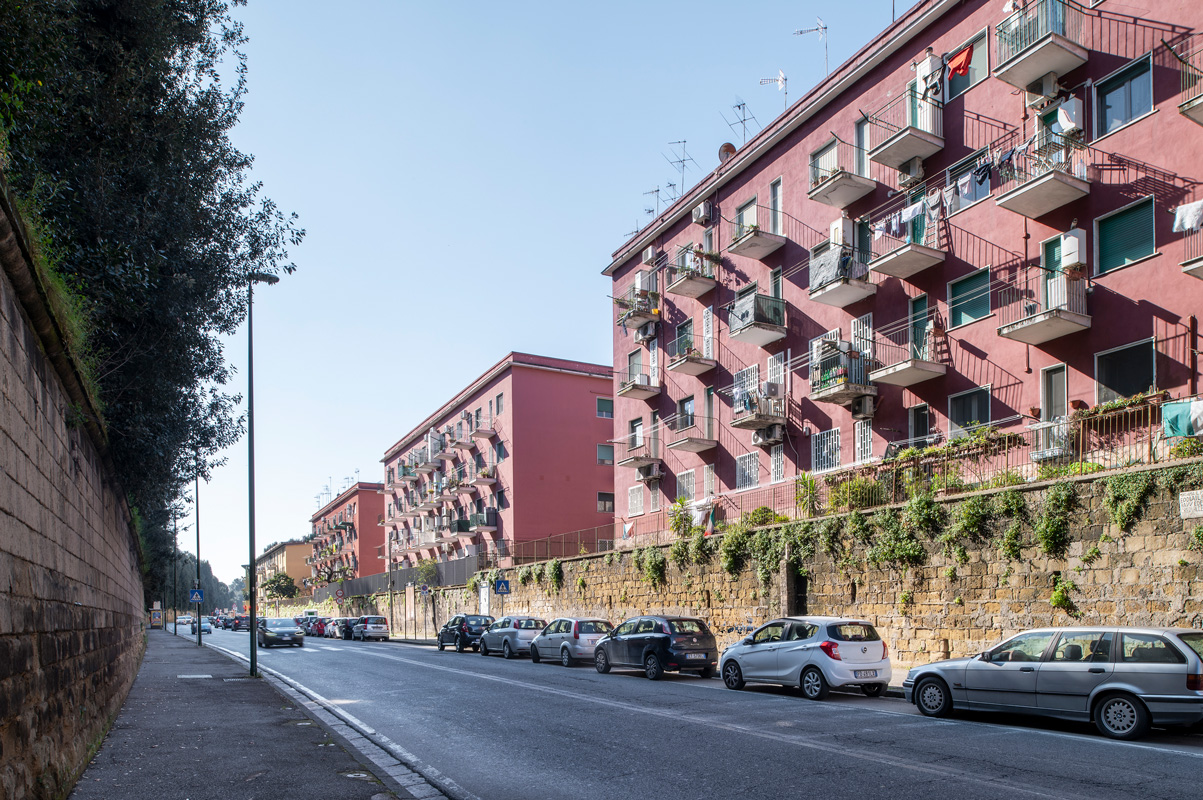
Rione INA-Casa Capodimonte-Lieti, 1950. Insieme a Raffaello Salvatori

Nel 1950, insieme a Raffaello Salvatori, progettò per conto dell'INA - Casa il Rione Capodimonte di fronte al muro di cinta del Parco di Capodimonte. Il complesso è caratterizzato dall'impiego di due tipologie residenziale: in linea e a torre stellata. La sapiente disposizione delle volumetrie fu organizzata creando, con gli edifici in linea alti quattro livelli fuori terra, una cortina compatta lungo Via Miano che fronteggia la solida alberata di confine del bosco; mentre i lotti interni furono occupati da edifici a torre sfalsati tra un blocco in linea e un altro nel primo livello e da un secondo livello di edifici a torre sfalsati questa volta tra una torre e l'altra del livello precedente. Questo gioco di sfalsamenti crea una sottile composizione urbana fatta di contrappunti linguistici caratteristici alternando le diverse altezze dei fabbricati e la diversa lettura urbana vivacizzata da questi scartamenti che negano la rigidezza tipica dei coevi rioni razionalisti. Il progetto originario prevedeva due viali carrozzabili che chiudevano la fascia centrale delle torri il cui accesso era garantito da una maglia di vialetti pedonali immersi nella vegetazione. Le varianti in corso d'opera cancellarono questa lettura urbana dal sapore organico, preferendo un sistema di strade secondarie carrozzabili, isolando di fatto ogni singolo edificio. Sempre De Luca e Salvatori per conto del medesimo ente progettarono l'insediamento di cinque palazzine a Bacoli, in questo caso, la lottizzazione, coeva a quella di Capodimonte, si caratterizzò per un linguaggio più semplice e vicino alle tendenze del razionalismo mediterraneo.

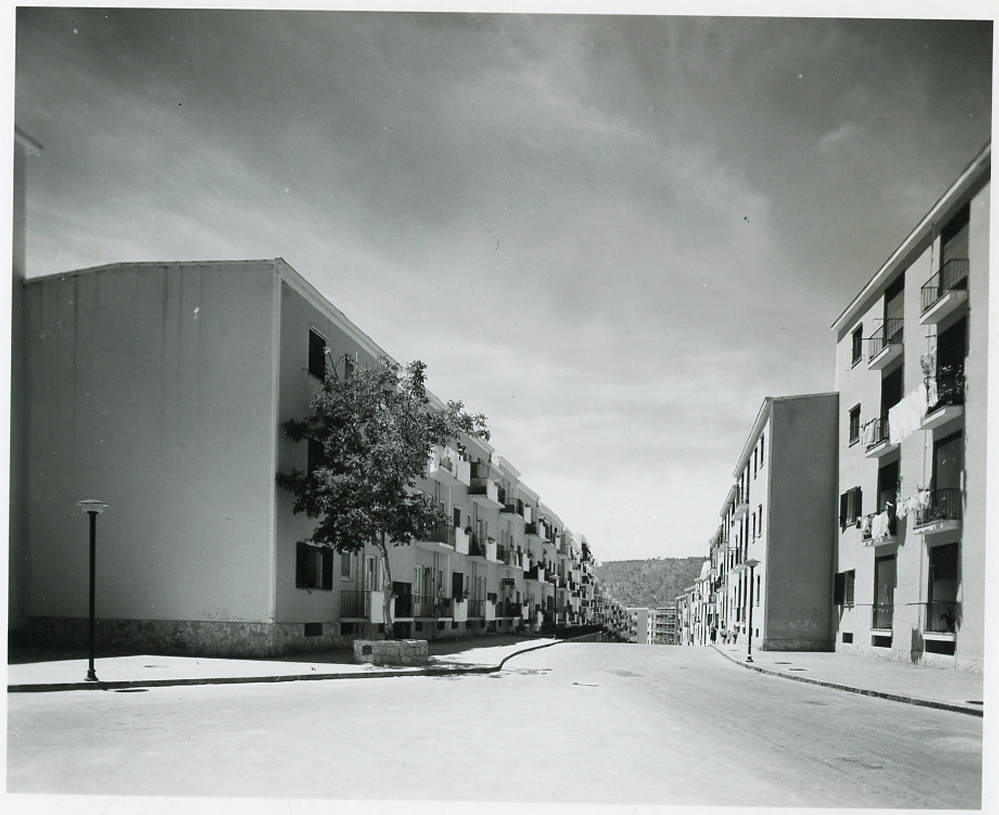
Rione La Loggetta, Napoli. Foto di Paolo Monti.

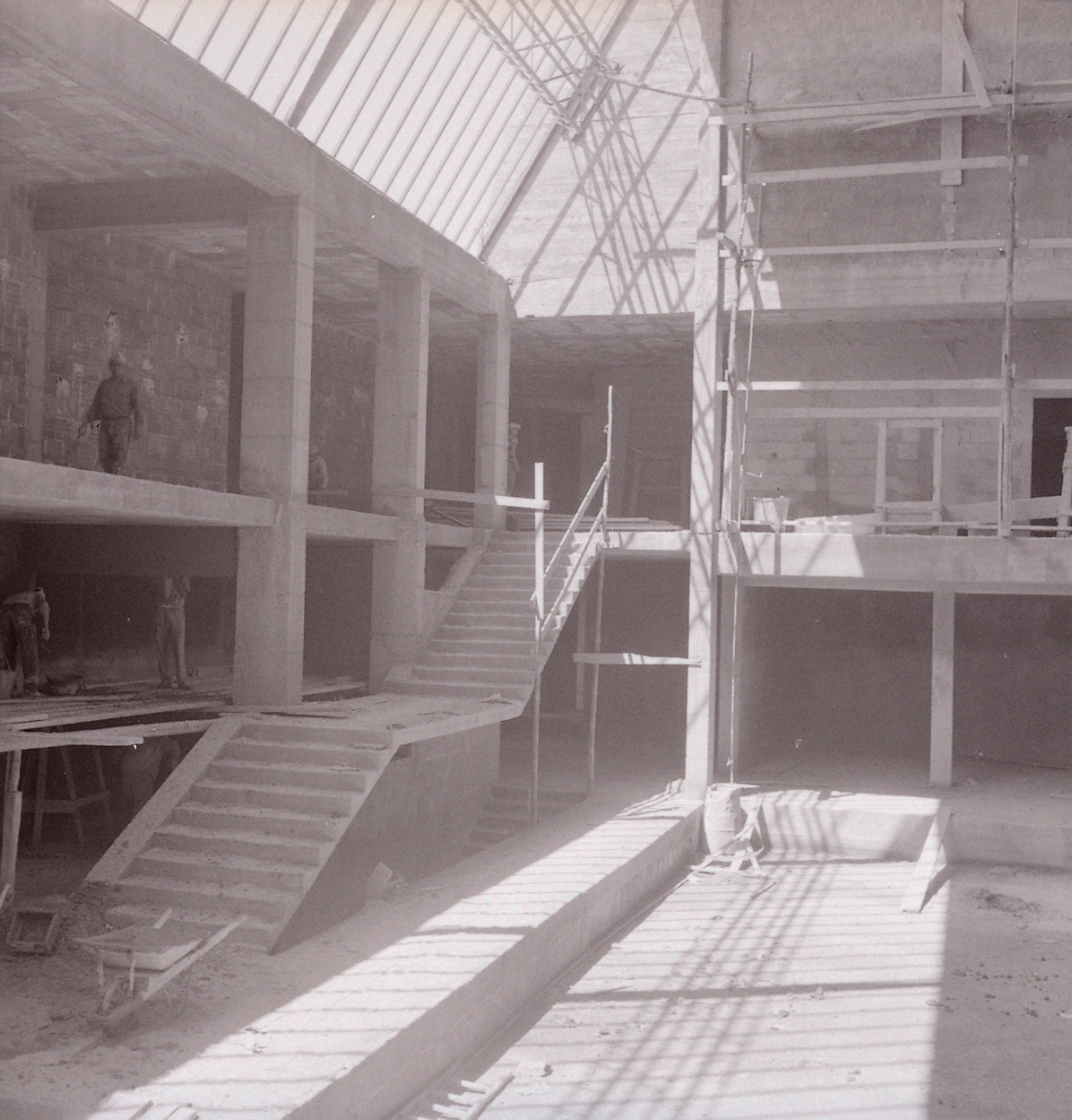
Rione La Loggetta, Napoli. Particolare della scuola in costruzione. Insieme a Michele Capobianco. Foto di Paolo Monti.

Negli stessi anni ricevette due importanti incarichi professionali da parte dello IACP, al Vomero fu incaricato di realizzare il Rione Rossini, mentre su Via Nuova Marina, insieme a Carlo Cocchia e Francesco Della Sala, del Rione Stella Polare. In entrambi i casi l'approccio prettamente organicista viene messo da parte al fine di massimizzare la resa volumetrica dei due insediamenti che si presentano come solidi volumi prismatici tagliati da lunghe balconate e da regolari finestrature. Nel 1954 fu indetto un importante concorso di progettazione a carattere nazionale per la sostituzione e l'arretramento della stazione centrale in Piazza Garibaldi. Il progetto fu vinto da tre gruppi diversi che fusero in un'unica soluzione le tre idee uscite positivamente dagli esiti della competizione. La diretta partecipazione del gruppo dirigente dell'APAO al concorso, Pier Luigi Nervi e Bruno Zevi, definirono l'edificio in chiave non accademica e una perfetta sintesi fra lo strutturalismo di Nervi ed il manierismo wrightiano. In linea con gli orientamenti dettati dall'INA - Casa indirizzati verso l'architettura organica De Luca progettò, in qualità di urbanista e capogruppo, il Rione La Loggetta. Alla rigidezza urbanistica dei primi quartieri si preferì un impianto urbano che rispettasse maggiormente le condizioni orografiche dotandogli un aspetto gradevole e da piccolo borgo medioevale arroccato sulla collina. La cura progettuale della trama viaria fu fondamentale per intendere tale elemento costitutivo dell'insediamento come principale asse aggregativo. De Luca oltre all'aspetto puramente urbanistico si occupò della progettazione e costruzione dei due principali edifici del quartiere, la chiesa e la scuola. Di poco successivo fu il Rione Soccavo Canzanella. Progettato sempre per l'INA-Casa. De Luca anche qui ricoprì il ruolo di urbanista e capogruppo. L'impianto del quartiere venne imperniato sull'asse di Via Piave, una strada in forte pendenza risolta con un gruppo di tornanti a metà percorso e collegante il Vomero con Soccavo. Il quartiere si sviluppa tra la fine di via Giustiniano e il primo tornante, anche in questo caso il linguaggio organico venne preferito a scala urbana, ma rispetto alla compattezza formale de La Loggetta, qui sono percepibili le diverse estrazioni culturali dei singoli gruppi di progettazione eredi dalle diverse esperienze maturate in seno al razionalismo maturo e al Neorealismo architettonico per quanto riguarda il settore nord a guida romana con Mario Fiorentino e Giulio Sterbini capigruppo. Il gruppo di De Luca, composto oltre che dal progettista dell'intero quartiere anche da Giuseppe Bruno, Luigi Mendia, Giuseppe Sambito e Renato De Fusco, si occupò del settore sud e della chiesa del quartiere che porta la firma di De Luca. La progettazione per conto degli enti pubblici per la costruzione di quartieri popolari si concluse con la redazione del progetto, non realizzato, per il nuovo insediamento Secondigliano 2. Il quartiere doveva sorgere accanto, ma più a monte, del precedente quartiere Secondigliano 1 realizzato Carlo Cocchia ed altri per l'ente INA - Casa e caratterizzato, sulla scorta della precedente esperienza de La Loggetta, secondo una pianificazione dell'insediamento similmente ad un borgo rurale. L'espansione, curata da De Luca insieme a Stefania Filo Speziale, Renato Avolio De Martino e Michele Capobianco, si caratterizzò per uno sviluppo planimetrico più rigido e geometrico contrastante completamente con le forme organiche del vicino rione omonimo. Nonostante il denso contributo presso gli enti appaltatori, l'architetto mosse severe critiche nei decenni successivi a tali esperienze condannando le procedure pubbliche con il quale venivano condotti i concorsi di progettazione e della pratica derogativa del comune di Napoli nei confronti del regime dei suoli pianificato nel PRG vigente all'epoca, quello del 1939, dove molti di questi insediamenti furono costruiti su suoli dichiarati in precedenza inedificabili. Nell'edilizia pubblica non mancò la progettazione e l'edificazione del più importante centro ospedaliero per la cura delle malattie infettive della città di Napoli. L'edificio completamente ispirato alle architetture delle new towns inglesi del dopoguerra presenta una composizione a blocco unico ad ali asimmetriche perfettamente in linea con l'orientamento del linguaggio organico delle città giardino e delle regole dell'edilizia ospedaliera che preferisce strutture a contatto con la natura per il benessere dei pazienti. 

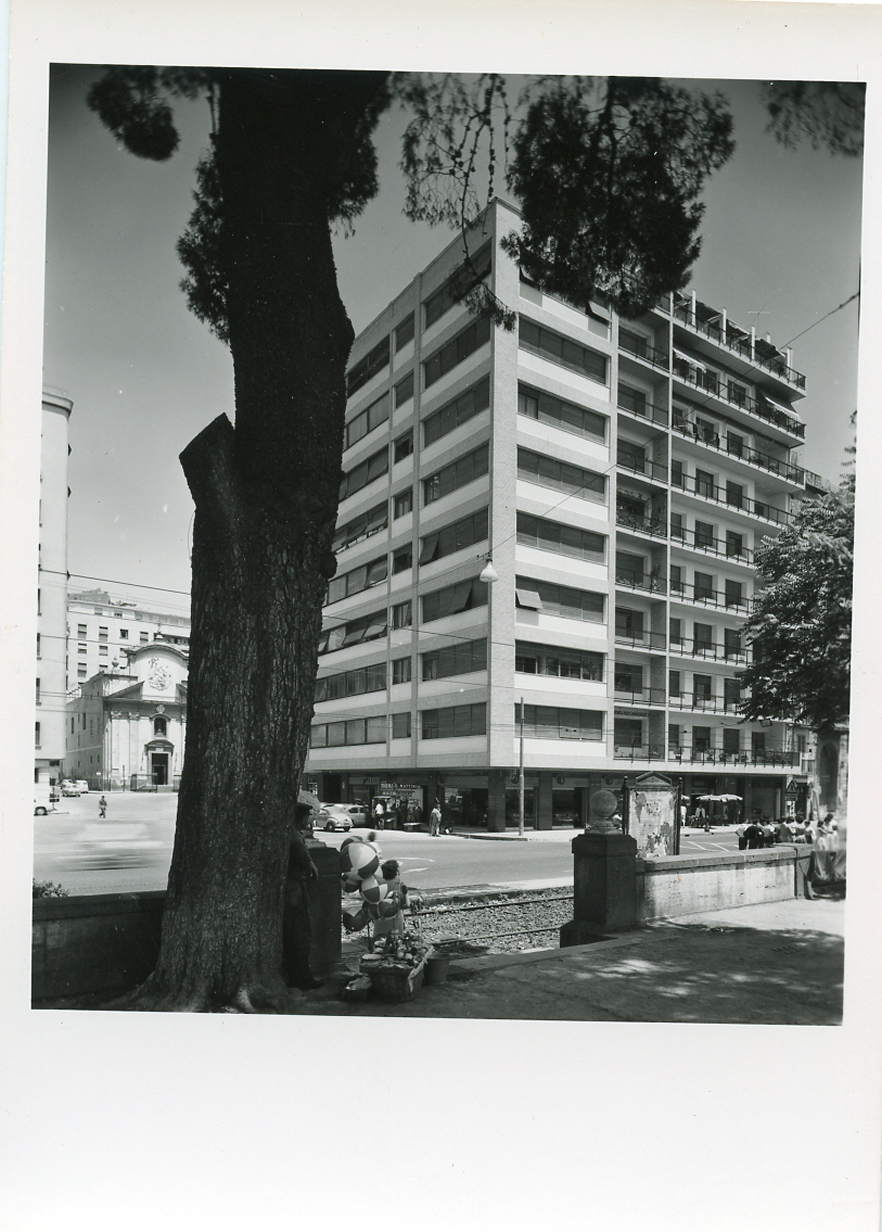
Condominio a Piazza San Pasquale, 1955. Foto di Paolo Monti

L'altro versante della progettazione di Giulio De Luca fu caratterizzato da un'intensa attività di architetto di opere private. Nonostante il ricco inventario tipologico delle opere realizzate, si caratterizzò per un atteggiamento ambiguo di doppia morale; se da un lato il suo impegno civile attraverso la partecipazione a concorsi pubblici di progettazione, dibattiti culturali e insegnamento universitario si contrapponeva una politica professionale fatta di eccessivi compromessi con la committenza privata. Questo aspetto risultò il più controverso per l'impegno e la qualità profusa nella progettazione di lavori di qualità mediocre rispetto ai quartieri residenziali pubblici. Le scelte ricaddero principalmente sulla scelta di una committenza non lungimirante e sua volta con le mani in pasta nelle politiche edificatorie della città durante la speculazione edilizia. Però non mancarono episodi di qualità nell'ambito privato. Nel 1947 presentò il progetto per la sistemazione di Via Arco di Traiano a Benevento ad opera di committenti privati. Il complesso sistema urbano progettato da De Luca, in uno stile puramente razionale, fu realizzato solamente in parte con una versione ridotta e in variante rispetto all'intero progetto limitandosi alla sola sala cinematografica. I progetti più riusciti in ambito privato furono senza dubbio il Palazzo Decina al Parco Grifeo, sorto in sostituzione di un precedente villino in stile eclettico, e il Condominio a San Pasquale a Chiaia. Il primo, realizzato in collaborazione con il giovane Michele Capobianco, si presenta come un grosso volume composto di due parti, una più bassa a fronte strada che assorbe la pendenza della via di accesso al parco, questa fu progettata da De Luca fungendo da basamento per la componente a torre disegnata da Capobianco con caratteri stilistici leggermente diversi da quelli della parte sottostante. Il palazzo in Piazza San Pasquale fu progettato in sostituzione di un vuoto urbano causato dai bombardamenti, la composizione equilibrata del volume e delle superfici dei prospetti indicano una certa cura applicata ad un lavoro destinato ad una clientela borghese. Il lavoro più controverso realizzato negli anni del laurinismo imperante fu la lottizzazione Scarpa tra via Michelangelo Schipa e via Andrea d'Isernia. La lottizzazione dapprima bocciata per la violazione di un vincolo paesaggistico di origine borbonica, e parzialmente ripreso anche nel piano regolatore del 1939 che destinava a parco pubblico la zona, fu annullato con un parere di parte presentato dalla committenza con la firma di Marcello Canino autorizzando di fatto al comune di Napoli le licenze edilizie per l'edificazione dell'intera area. Il progetto iniziale a firma di Filippo Mellia venne respinto per l'eccessiva uniformità della lottizzazione, a questi subentrò Giulio De Luca che presentò due progetti di lottizzazione, il secondo in variante. Il progetto di De Luca, realizzato in collaborazione con altri importanti architetti come Cocchia, si caratterizzò per le masse dense e per gli alti indici di fabbricazione consentendo la realizzazione di condomini con altezze che vanno dai sette livelli a quattordici (la torre di Cocchia). Le imprese esecutrici furono tra quelle più attive nella speculazione edilizia del momento come Carola, Brancaccio e Ottieri per citare i più rappresentativi.

### Gli anni Sessanta: urbanistica e completa adesione al linguaggio organico

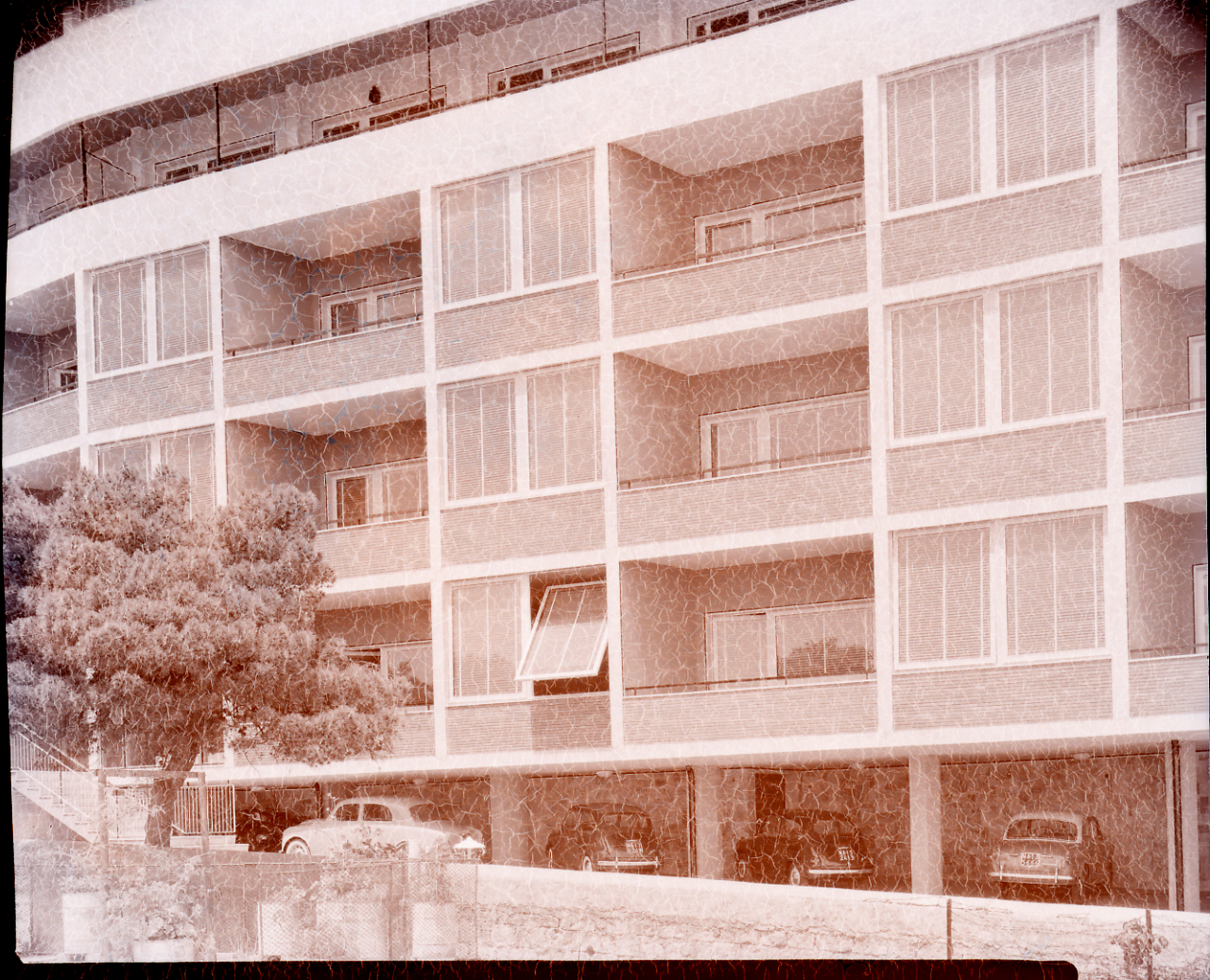
Edificio Decina al Parco Grifeo, 1956-1960. Insieme a Michele Capobianco. Dettaglio del blocco inferiore. Foto di Paolo Monti.

Il decennio che s'aprì fu per De Luca molto propizio per le questioni di carattere urbanistico della città. La fase conclusiva dell'esperienza laurina dell'amministrazione comunale e quella del commissariamento del comune con la nomina di Alfredo Correra a commissario prefettizio rappresentarono per Napoli l'acme della speculazione edilizia del dopoguerra. Nel 1961 venne eletta una giunta democristiana, in linea con gli orientamenti del governo centrale che si avviava all'inaugurazione della fase del centro-sinistra "organico". Il Comune avviò, nei mesi immediatamente successivi all'insediamento della giunta, uno studio programmatico per la redazione di un nuovo piano regolatore in sostituzione dell'obsoleto PRG del 1939 e cercare di salvare il salvabile dopo le numerose varianti in deroga al mai approvato PRG del 1958 voluto da Lauro. A favorire lo sviluppo di politiche urbanistiche di orientamento progressista fu la Legge n.7 del 27 gennaio 1962 anch'essa detta Legge Speciale per Napoli che vide lo stanziamento di 8 miliardi di Lire per il risanamento del dissesto delle tasche comunali e favorire lo sviluppo industriale e abitativo attraverso azioni di pianificazione urbana del territorio nel corso del decennio.
Per l'occasione De Luca, in qualità di componente della sezione campana dell'IN/ARCH, presentò, il 20 gennaio a Villa Pignatelli, per la sessione di approvazione della Legge speciale sulla città una relazione di studio e di indirizzi volti al miglioramento dello sviluppo urbanistico di Napoli. Gli indirizzi per la formazione di una commissione preliminare del nuovo PRG si mossero in direzione degli interventi pubblici, anche convogliando, su questo settore, forze economiche non statali. Il lavoro svolto da De Luca, in qualità di tecnico della commissione, fu significativo per la nascita di un nuovo concetto urbano che influenzò anche progetti singolari di altri urbanisti nei successivi anni. Il progetto per il nuovo piano aveva grandi pretese e di ampio respiro in modo che coinvolgesse non solo la città propriamente detta ma che le aree comunali limitrofe e più interne con l'obiettivo di decongestionare il centro della città di Napoli in favore di un decentramento delle funzioni direzionali e terziarie in aree più depresse economicamente e fungere da volano economico per l'intero territorio. Con queste premesse nasceva inevitabilmente il concetto embrionale della città-regione tanto voluta da De Luca e in tempi recenti trasformato nell'idea di città metropolitana. Il piano così articolato restò monco della sua piena attuazione e fu attuato a macchia di leopardo con studi e progetti settorializzati e pilotati da una speculazione edilizia strisciante ancora legata ai gangli dei gruppi politici della classe dirigente dell'epoca. Nel 1963 fu costituita ufficialmente la commissione di studio e di redazione del nuovo PRG "democratico'' in sostituzione di quello "fascista'' del 1939, che ebbe vita breve spegnendo le speranze di rinascita di un territorio già martoriato dagli effetti della guerra e della ricostruzione incontrollata. De Luca contemporaneamente assunse, dal 1960 al 1963, il ruolo di presidente della sezione campana dell'Istituto Nazionale di Urbanistica ed eletto nel 1960 come accademico corrispondente italiano all'Accademia nazionale di San Luca.

Schema planimetrico dell'Albergo Punta Molino ad Ischia, 1961-1963.

Nel frattempo condusse parallelamente, all'attività di urbanista, quella di architetto per diversi committenti privati e pubblici. Gli anni Sessanta segnarono, per l'architetto, un punto di rottura significativo verso il linguaggio di matrice razionale abbracciando con maggiore convinzione, forte dell'amicizia maturata nel corso degli anni con Zevi, all'orientamento organicista e in parte anche a quello brutalista se non per l'adesione ai principi che caratterizzano il manifesto dell'architettura organica nel quale bisogna evitare le combinazioni di diversi materiali, usando per quanto possibile un unico materiale la cui natura deve legarsi all'edificio divenendo espressione della sua funzione. L'opera più importante di questo decennio fu la realizzazione dell'Albergo Punta Molino lungo la costa ischitana tra Ischia Porto e Ischia Ponte. Il progetto dell'albergo interessò uno dei problemi cruciali, quello dell'inserimento paesaggistico in un punto della costa isolana di altissimo pregio. La composizione fu ragionata, senza cadere in banalizzazioni formali, secondo un gioco equilibrato di contrapposizioni geometriche che garantirono all'edificio una fortissima componente plastica. Altro importante progetto fu quello per le nuove Terme di Agnano. L'incarico di riprogettare le terme fu ricevuto dalla Società Napoletana per le Terme di Agnano, ente gestore del complesso termale, in modo da potenziare il precedente edificio liberty di Giulio Ulisse Arata. Le intenzioni originarie di De Luca furono quelle di integrare le preesistenze e le nuove costruzioni di ampliamento in un progetto urbanistico particolareggiato in grado di tutelare le caratteristiche paesaggistiche dell'intera conca. La fase di progettazione andò diversamente con il ridimensionamento forzato degli interventi che previdero la sostituzione parziale delle opere di altissimo valore architettonico di Arata. La prima soluzione affrontata da De Luca, sulla scia dell'esperienza del Punta Molino, progettò un edificio per i bagni fango-balneoterapici dalle forme organiche - informali, la proposta venne rifiutata dalla committenza preferendo ad essa una soluzione marcatamente più semplice e convenzionale in stile brutalista. Verso la fine del decennio progettò in collaborazione con Camillo Gubitosi, Alberto Izzo e Aldo Loris Rossi il padiglione italiano presso la Helsingin Kansainvaliset Messut. Il progetto fu impostato secondo un modulo curvilineo che condizionò l'intera composizione e articolazione degli spazi espositivi ispirandosi al padiglione newyorkese di Alvar Aalto trent'anni prima.

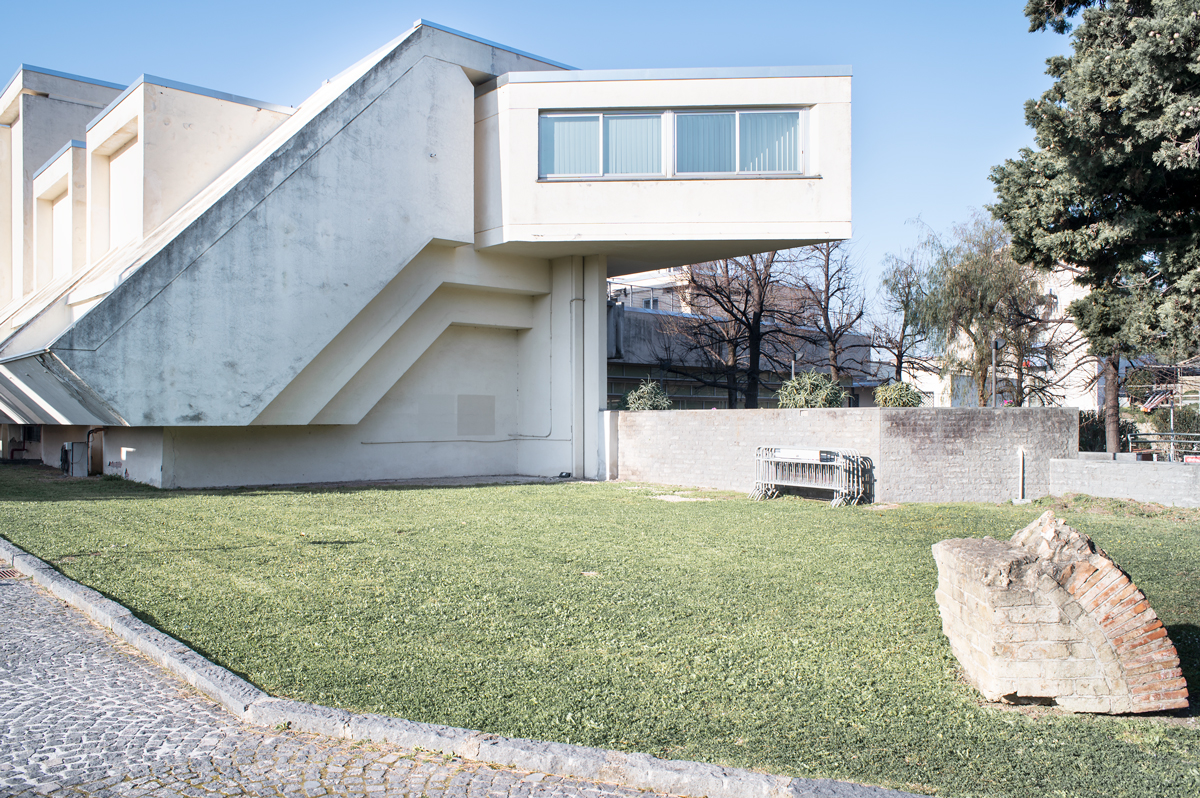
Antiquarium Scavi archeologici di Ercolano, 1968-1974.

Nel 1968 fu significativo il suo progetto per il Museo degli Scavi di Ercolano, disegnato insieme ai giovani Giovanni Gorini e Guido Barbati. L'iter progettuale del museo fu abbastanza lungo e travagliato e che si concluse solamente nel 1971 dopo l'approvazione della soprintendenza per la demolizione di vecchi edifici fatiscenti che occupavano il lotto. L'edificio inaugurato nel 1974 non fu mai aperto al pubblico fino agli anni dieci del XXI secolo. Negli anni Ottanta fu adeguato alle normative più recenti provocando una gravissima alterazione della lettura d'insieme dei volumi che i progettisti pensarono. Per l'occasione furono completamente chiuse tutte le superfici vetrate delle sale espositive. Nel complesso l'opera risponde ai canoni del linguaggio organico, nonostante le gravi manomissioni. La maturazione del linguaggio dall'informale Punta Molino a quella di un organicismo alla maniera di Frank Lloyd Wright, che divenne espressione nei lavori della prima metà del decennio successivo, in questo piccolo museo trovò la chiave di volta nella piena adesione alla corrente nella carriera dell'architetto. Il gioco degli sbalzi che in origine erano proiettati verso il paesaggio archeologico degli scavi introiettandoli, attraverso ampie vetrate, nelle sale come elemento costitutivo intrinseco alla funzione da svolgere del contenitore aveva creato una delle più interessanti creazioni museali del secondo novecento. L'oblio dell'Antiquarium degli Scavi archeologici di Ercolano ha rappresentato un buco nero nella documentazione della produzione architettonica italiana, e campana in particolare, in merito agli allestimenti museali. La cecità della classe dirigente dell'epoca, che aveva finanziato l'istituzione del museo, tagliò le spese necessarie per il completamento degli interni con la sistemazione degli arredi disegnati dagli stessi progettisti.

### Tra gli anni Settanta e gli anni Novanta

Impianto planimetrico originario della Chiesa di Santi Luigi e Alfonso, Mugnano di Napoli,1970

Gli anni Settanta iniziarono con la progettazione e realizzazione di un edificio residenziale intensivo in via Luca Giordano al Vomero. Nello stesso periodo progettò, in collaborazione con Gaetano Borrelli Rojo, una piccola chiesa nel comune di Mugnano di Napoli. Il progetto, organizzato nel linguaggio organico-informale già sperimentato con il Punta Molino, era destinato in un'altra area del comune. L'edificio organizzato secondo un impianto molto fluido con una piccola aula centrale di matrice ovoidale alla quale si aggrappavano gli ambienti accessori, quali la cappella del fonte battesimale e la canonica, era illuminato dall'alto da una serie di finestroni ovoidali strombati che formavano quasi un guscio di conchiglia. Interessante fu l'ideazione dello slanciato campanile, completamente fuso nella composizione del volume. L'edificio venne realizzato in difformità rispetto al progetto originario, tanto da non risultare nei regesti delle opere dei singoli progettisti. La chiesa venne costruita in altro sito, ad opera di un ingegnere che aveva partecipato alla stesura del progetto originario e cambiando diverse soluzioni progettuali previste nell'ideazione originale banalizzando non poco un progetto per uno spazio sacro post-conciliare a semplici formalismi come lo spazio della navata che ha subito una geometrizzazione dell'impianto in una forma prossima all'ovale oppure al campanile che ha subito una semplificazione compositiva. Gli unici elementi invariati sono i finestroni strombati ma che nell'attuazione esecutiva hanno perso la loro funzione restando semplici espedienti caratterizzanti l'idea di massima.
Il progetto più importante dell'inizio del decennio fu la ricostruzione della Stazione di Porta Nolana. Realizzata in collaborazione con Arrigo Marsiglia, rappresenta, tutt'oggi un importate riferimento dell'architettura contemporanea cittadina. La geometria dell'edificio è dato dall'angolo a 45° che il fascio di binari impone congiuntamente al tratto rettilineo inferiore del Corso Garibaldi. I due vincoli, binari e strada, che hanno condizionato il progetto hanno determinato la riuscita di uno dei migliori esempi di architettura organica in Italia dove viene recepita a pieno la lezione di Wright riuscendo a liberarsi dalla sua riproposizione figurativa banale, comune ad analoghi lavori europei, che imitavano lo stile tipico del maestro americano.
Tra il 1969 e il 1972 prese parte alla commissione del nuovo Piano Regolatore Generale della città, dopo quello fallito un decennio prima. La commissione fu coordinata dal preside della Facoltà di Architettura Franco Jossa e comprendeva alcuni dei più autorevoli professionisti della città operativi in quel periodo, tra questi Corrado Beguinot, Arrigo Marsiglia, Arturo Polese, Lorenzo Pagliuca e Raimondo Rivieccio. Il piano ricalcava nelle sue generalità il precedente abortito. Nel 1971 il piano venne autorizzato dal Ministero dei lavori pubblici apportando significative modifiche sulla zonizzazione, ampliando considerevolmente il centro storico. Il piano così approvato fu duramente criticato dallo stesso De Luca per le modifiche volute dal ministero che secondo l'architetto napoletano avrebbero potuto generare un grave problema di comprensione nella tutela globale della città considerando solamente l'architettura storica come prodotto di qualità da conservare, mentre l'architetto sosteneva che il processo di tutela deve integrare anche la produzione più recente di qualità. Intanto con la paralisi del centro storico s'innescavano fenomeni sulle colline napoletane di abusivismo e cattiva gestione dei processi edilizi che finirono di alterare la fisionomia naturale del paesaggio agricolo dell'entroterra. Inoltre, De Luca teorizzò una politica di riappropriazione del centro antico attraverso il rispetto degli spazi storici con l'installazione di attività compatibili. 

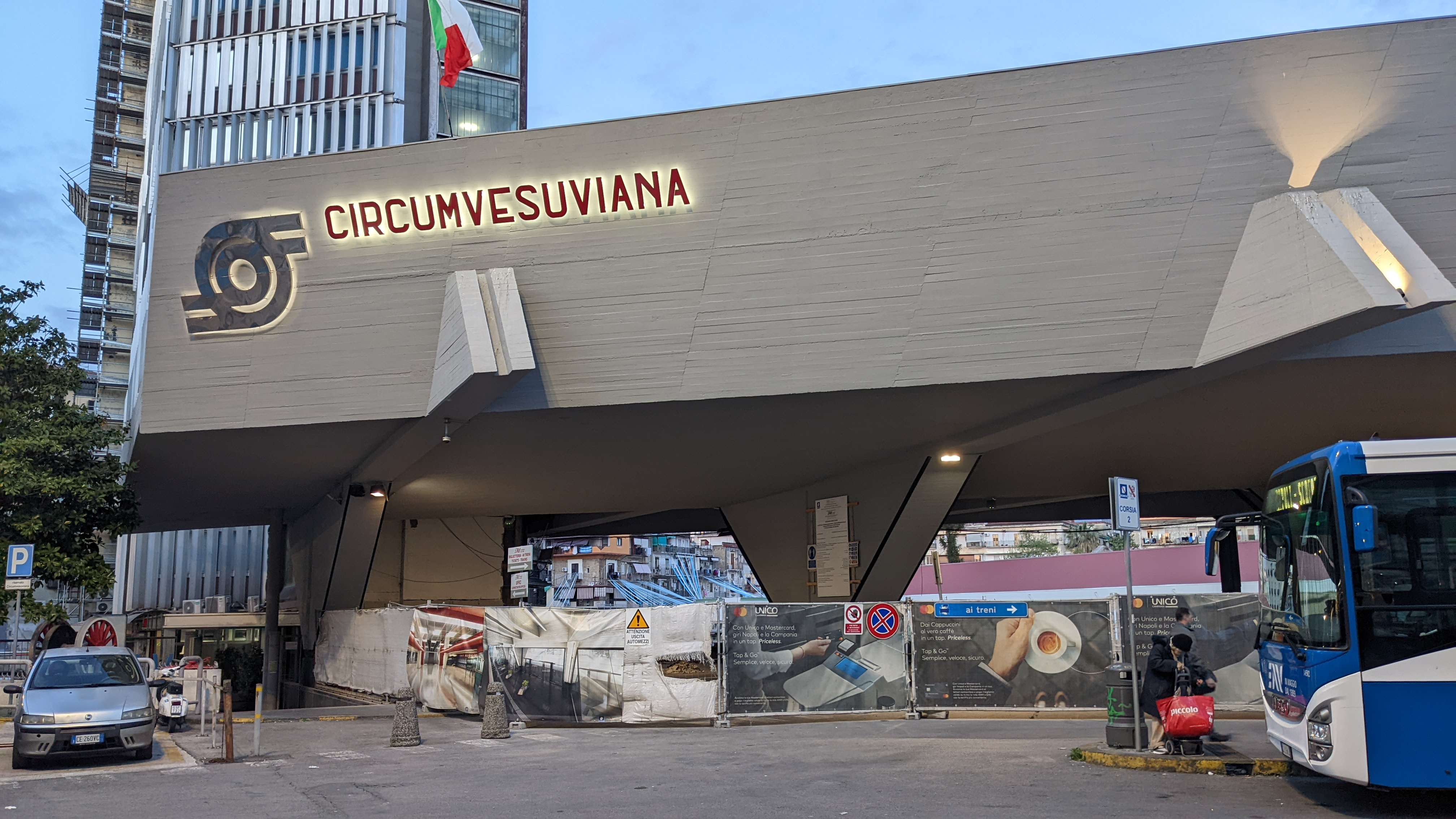
Scorcio della Stazione di Porta Nolana, Napoli, 1972-1975

A metà del decennio, dopo la parentesi del PRG, venne incaricato della progettazione del nuovo Centro direzionale di Napoli. La delibera consiliare n.2 del 1975, approvò il progetto di massima delle infrastrutture e il piano quadro dell'edilizia; il gruppo di lavoro, coordinato da De Luca, fu composto da Vincenzo De Luca, Enrico Casola, Luigi De Rosa e Carlo Ricci. Alla realizzazione della grande infrastruttura fu incaricata la società Mededil, come indicato nella suddetta delibera. Il grande impegno profuso dal progettista nel trasformare la città in una metropoli moderna ed europea fu vanificato nel decennio successivo con la nomina superpartes di un progettista internazionalmente riconosciuto e con esperienza nella progettazione di agglomerati direzionali in Italia, fu chiamato per l'occasione Kenzō Tange che firmò il nuovo Centro Direzionale di Napoli nel 1982.
Tra gli anni Settanta e gli anni Ottanta vennero presentate numerose proposte per complessi residenziali alberghieri, di riassetto del territorio, una nuova facoltà di Lettere e Filosofia. Questo edificio, progettato in collaborazione con Barbati, nonostante le intenzioni avanguardistiche di creare un luogo dedicato allo studio completamente aperto alle nuove strategie didattiche e di ricerca fu ampiamente bocciato dalle perizie di esame del progetto presso la Soprintendenza che riteneva il convento di San Pietro Martire edificio di rilevanza architettonica preferendo, in seguito, il restauro ad opera di Roberto Di Stefano. Uno dei progetti più interessanti fu il progetto per l'approdo agli Scavi archeologici di Ercolano, commissionato dall'Azienda di Soggiorno Cura e Turismo di Napoli, si trattava di un progetto di attuazione dei percorsi via mare in tutta la regione consentendo di raggiungere i luoghi costieri con maggior facilità.
A metà degli anni Ottanta progettò la Caserma dei Vigili del Fuoco a Poggioreale. L'edificio, progettato per la sezione strutturale, dall'ingegnere e docente universitario Federico Mazzoleni, presenta una struttura impostata su corpi in cemento armato che ospitano i collegamenti e i servizi generali della caserma, su questi elementi puntuali è innestata una piastra reticolare spaziale che sostiene i piani sottostanti attraverso tiranti e controventature rigide. La costruzione, vicina alle esperienze dell'architettura high-tech, fece vincere a De Luca il premio European Award for Steel Structures rilasciato dalla European Convention for Constructional Steelwork e il premio proveniente dall'Associazione Costruttori Acciaio Italiana, entrambi ottenuti nel 1987. Alla fine del decennio gli venne commissionato uno studio preliminare e successivo progetto per la Metropolitana di Napoli occupandosi della sistemazione in superficie di Piazza Dante, del relativo parcheggio di interscambio sotterraneo alla piazza e della stazione annessa. L'opera, per quanto ambiziosa nel suo programma attuativo non fu mai realizzata. Proposte meno felici concepite nei medesimi anni furono commissionate dall'Ente Mostra d'Oltremare e riguardavano la realizzazione della copertura all'Arena Flegrea e alla piscina di Carlo Cocchia, entrambi i progetti non furono eseguiti.

### Gli ultimi anni

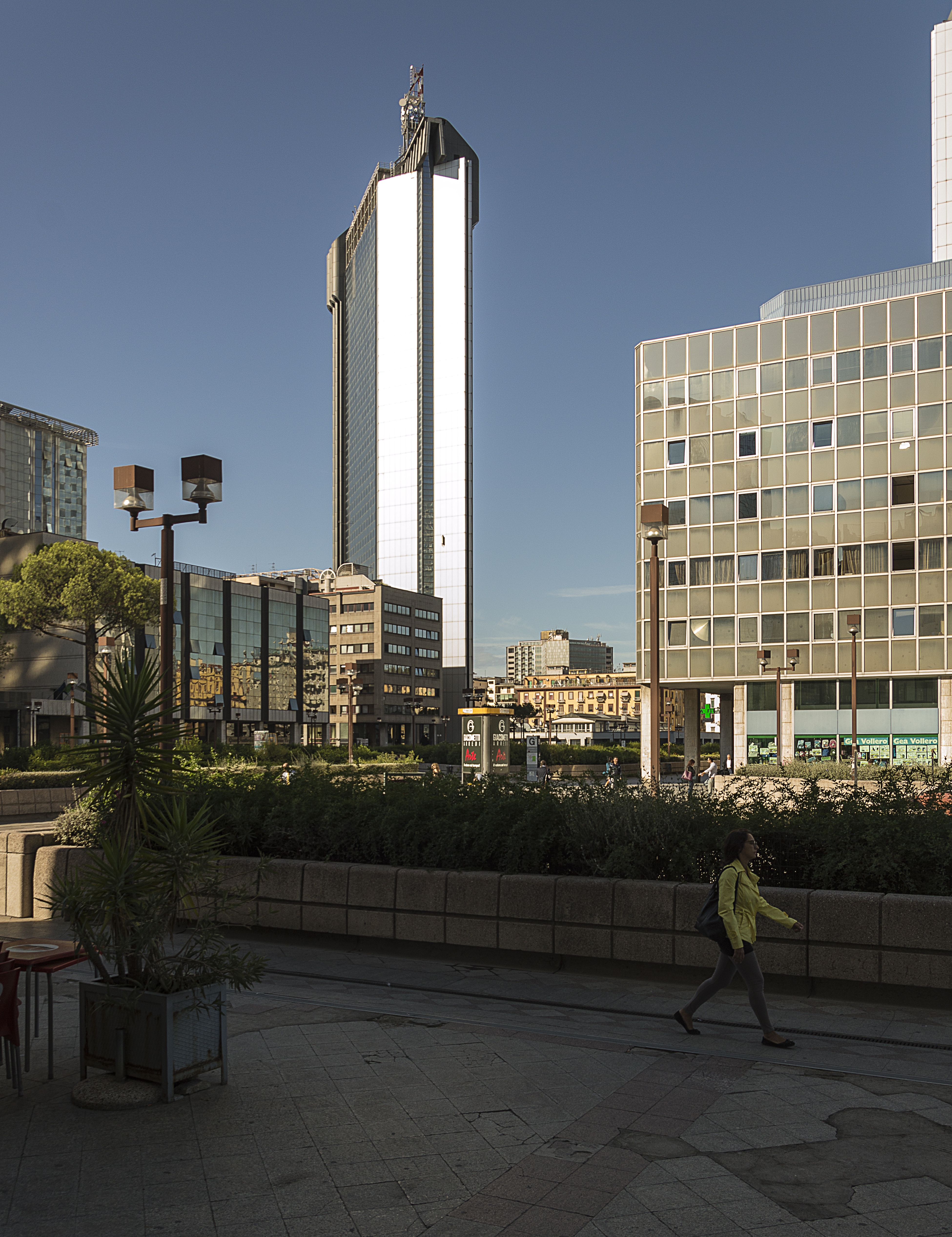
Una delle Torri ENEL al centro direzionale di Napoli (con Massimo Pica Ciamarra, Renato Avolio De Martino, Francesco Avolio De Martino). Costruite tra il 1990 e il 1995.

Gli ultimi quattordici anni della sua vita lo videro impegnato in pochi lavori di grande prestigio. Negli anni della vecchiaia si ritirò quasi a vita privata, già alla fine degli anni settanta dimettendosi dall'incarico di professore ordinario per la mancata condivisione di prospettive di gestione della Facoltà di Architettura napoletana secondo i nuovi indirizzi. L'ultimo decennio s'inaugurò con l'impegno professionale per la realizzazione della Sede ENEL al Centro direzionale di Napoli, impegno volontariamente procuratogli per non estrometterlo completamente dalla partecipazione alla configurazione del nuovo polo direzionale della città. In collaborazione con Massimo Pica Ciamarra, Renato Avolio De Martino e Francesco Avolio De Martino progettò la cosiddetta "porta verso la città" del Centro Direzionale con una coppia di edifici gemelli speculari inclinati di 45° a simboleggiare una porta che si schiude verso la città contemporanea, idea, questa, di De Luca e già ampiamente visibile nei primi plastici presentati negli anni '70. Tecnologicamente, al pari della Stazione dei Vigili del Fuoco di Poggioreale, i due grattacieli, di trentatré piani ciascuno, presentano un corpo centrale sospeso sostenuto da funi e controventature in acciaio connesse alla trave sommitale di sette metri di spessore e appoggiata ai due nuclei laterali in cemento armato ospitanti i servizi tecnici e le ascensori. 
In merito al progetto del nuovo centro direzionale ripensato da Tange, l'architetto partenopeo fu ampiamente critico per le scelte compiute dal comune e dagli appaltatori privati del collocarlo nella sua attuale ubicazione definendolo un "culo di sacco" rispetto alle iniziali intenzioni elaborate dallo stesso secondo le logiche urbanistiche della Città lineare e ampiamente raccontato in una breve video-intervista compiuta per il film-documentario Diario napoletano di Francesco Rosi.
Nel 1992 presentò il progetto di risanamento conservativo e ampliamento dell'Ospedale Domenico Cotugno, già edificato dallo stesso a metà degli anni Cinquanta, e dopo un trentennio di attività già necessitava di una manutenzione straordinaria di tutte le componenti in cemento armato faccia a vista. Gli interventi vennero finanziati a seguito della legge contro la diffusione dell'AIDS, L.135/90. Il gruppo di progettazione era composto, oltre da De Luca come capogruppo, anche da Tommaso Valle e Gino Valle più altri di minor rilevanza. L'intervento fu compiuto solo parzialmente nelle intenzioni dei progettisti con la realizzazione di parte della piastra basamentale di espansione delle attività del poliambulatorio sul lato nord-ovest dell'ospedale.

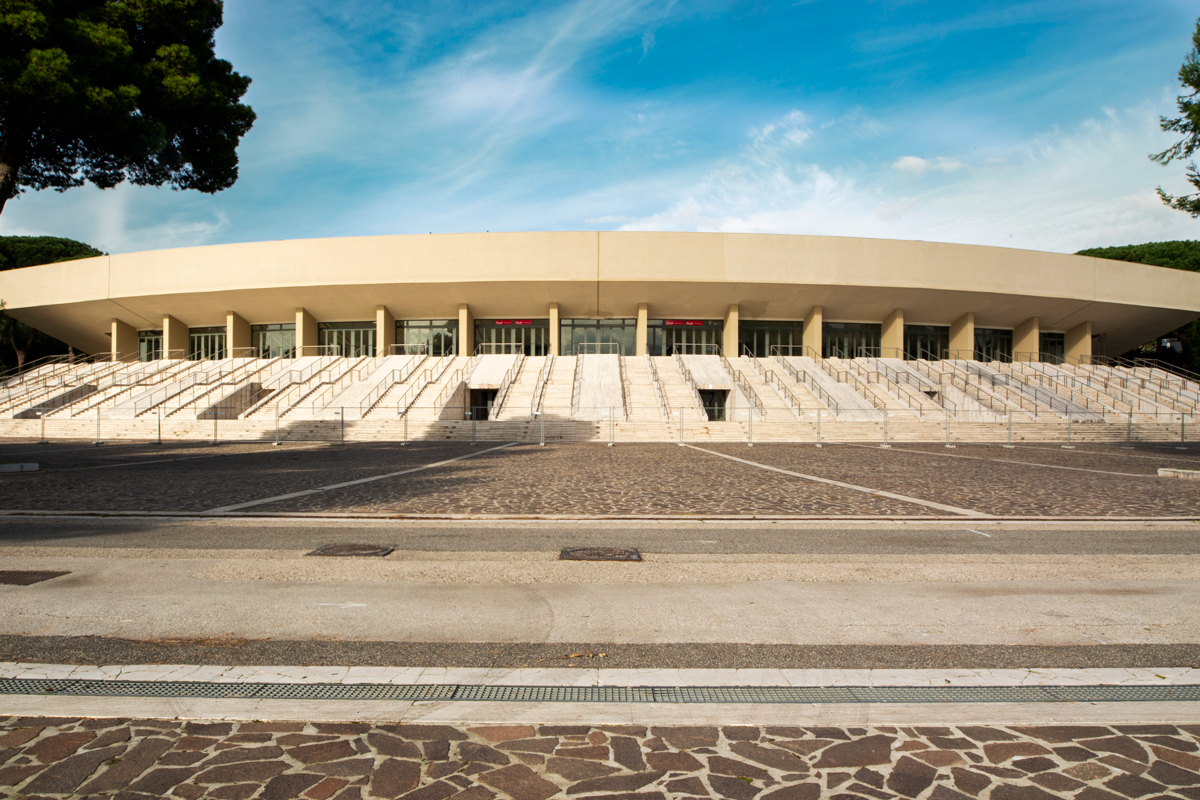
Nuova Arena Flegrea, Napoli, 1990-2001

L'ultima impresa importante compiuta da De Luca fu l'abbattimento e la ricostruzione dell'Arena Flegrea alla Mostra d'Oltremare. Il tema dell'Arena Flegrea rappresentò per l'architetto l'alfa e l'omega della sua lunghissima carriera professionale. Inizialmente si teorizzò una demolizione parziale delle sole strutture orizzontali della cavea. Lo stesso architetto, a seguito di sopralluoghi e saggi preventivi ordinati dallo stesso per una conoscenza accurata delle condizioni statiche globali dell'intero edificio, redisse una relazione sullo stato dei luoghi e le perplessità di un intervento semi-conservativo delle pilastrate originarie. Egli scrisse nella relazione che le strutture erano state elevate impiegando calcestruzzi di bassa qualità, prodotti in regime di autarchia, e quindi anche debolmente armati e non in grado di assorbire sollecitazioni significative orizzontali da azione sismica. Inoltre si rendeva necessario intervenire sulle fondazioni affinché fossero in grado di assorbire i momenti ribaltanti causati da un eventuale sisma attraverso il rinforzo con micropali. Si convenne che il risultato dell'intervento semi-conservativo sarebbe stato di poco inferiore alla spesa di demolizione e ricostruzione con un risultato mediocre nel tempo, necessitando di continue manutenzioni. Quindi in via definitiva venne deciso che sarebbe stato opportuno il secondo procedimento. L'atto provocò, tra gli storici, i critici e gli architetti stessi, un movimento di critiche circa l'abbattimento di una delle opere più significative del primo Novecento italiano e lo stesso progettista controbatté al riguardo definendoli ipocriti in quanto non è mai stato apportato un contributo reale sulla tutela e la promozione dell'edificio nella cultura architettonica italiana. La nuova Arena Flegrea, la cui progettazione ed esecuzione durò circa un decennio con l'inaugurazione avvenuta nel 2001, presentava uno stile completamente diverso da quello originario e più vicino alle esperienze organiche maturate a partire dal secondo dopoguerra accostandosi per la purezza delle forme e il suo inserimento nell'ambiente naturale alle architetture di Alvar Aalto. Il team di progettazione fu attento ai problemi dell'acustica, della scenografia naturale e allo studio della luce naturale all'interno dello spazio della cavea in modo da interagire con i rivestimenti in travertino biancastro e con la scenografia creando uno spazio dall'altissimo valore simbolico, sapientemente immortalato in uno scatto in bianco e nero del 2005 realizzato da Gabriele Basilico ed esposto nella vicina stazione Mostra della Linea 6, posizionata a pochi passi dall'ingresso principale del complesso fieristico.